# Zwillingskogel
Zwillingskogel är ett berg i Österrike.   Det ligger i distriktet Gmunden och förbundslandet Oberösterreich, i den centrala delen av landet, 190 km väster om huvudstaden Wien. Toppen på Zwillingskogel är 1 402 meter över havet, eller 299 meter över den omgivande terrängen. Bredden vid basen är 5,1 km.
Terrängen runt Zwillingskogel är kuperad norrut, men söderut är den bergig. Närmaste större samhälle är Scharnstein, 6,1 km nordost om Zwillingskogel. 
I omgivningarna runt Zwillingskogel växer i huvudsak blandskog. Runt Zwillingskogel är det ganska tätbefolkat, med 70 invånare per kvadratkilometer.